# Sân bay Tanjung Manis
Sân bay Tanjung Manis (tiếng Mã Lai: Lapangan Terbang Tanjung Manis) (ICAO: WBGT, formerly WBTM) là một sân bay ở Sarikei, một thị xã của bang Sarawak thuộc Malaysia.

## Các hãng hàng không và các tuyến điểm
- Hornbill Skyways (Kuching)
- Malaysia Airlines
  - MASwings (Kuching)